# Assemblea Nacional de Sèrbia
L'Assemblea Nacional de la República de Sèrbia (en serbi: Narodna skupština Republike Srbije, en ciríl·lic: Народна скупштина Републике Србије) és el parlament unicameral de Sèrbia. El president és Vladimir Orlić del Partit Progressista Serbi des del 2 d'agost del 2022.
El parlament està compost per 250 diputats elegits per sufragi universal mitjançant eleccions legislatives en representació proporcional amb llistes tancades cada quatre anys.
L'Assemblea exerceix el poder legislatiu de Sèrbia, n'elegeix el cap del govern, modifica la Constitució, elegeix el Tribunal Suprem de Cassació i el governador del Banc Nacional de Sèrbia entre altres funcions.

## Característiques
La seu de l'Assemblea està situada a Belgrad, la capital del país, concretament a l'Edifici de l'Assemblea Nacional Sèrbia. L'edifici va ser construït l'any 1936 i ha estat la seu del Parlament de Iugoslàvia i del Parlament de Sèrbia i Montenegro. Finalment, el 2006, amb la independència de Montenegro i la nova constitució de Sèrbia, es constituí l'actual Assemblea Nacional de Sèrbia, amb seu al mateix edifici.
Almenys el 30% dels parlamentaris han de ser dones, i tots els membres de l'Assemblea gaudeixen d'immunitat parlamentària.
L'òrgan té un president, elegit entre els diputats de la pròpia càmera i un o diversos vice-presidents. El president presideix les sessions, les convoca, les clou i representa la institució en actes oficials.